# Keiju Karashima
Keiju Karashima (jap. 辛島 啓珠 Karashima Keiju; ur. 24 czerwca 1971) – japoński piłkarz występujący na pozycji obrońcy.

## Kariera klubowa
Od 1994 do 2001 roku występował w klubach Gamba Osaka, Avispa Fukuoka, Kyoto Purple Sanga i Mito HollyHock.